# Nova Hutîska, Izeaslav
Nova Hutîska (în ucraineană Нова Гутиська) este un sat în comuna Șekerînți din raionul Izeaslav, regiunea Hmelnîțkîi, Ucraina.

## Demografie
Componența lingvistică a localității Nova Hutîska
     Ucraineană (98,67%)
     Belarusă (1,33%)
Conform recensământului din 2001, majoritatea populației localității Nova Hutîska era vorbitoare de ucraineană (98,67%), existând în minoritate și vorbitori de belarusă (1,33%).